# Ruiterkapel

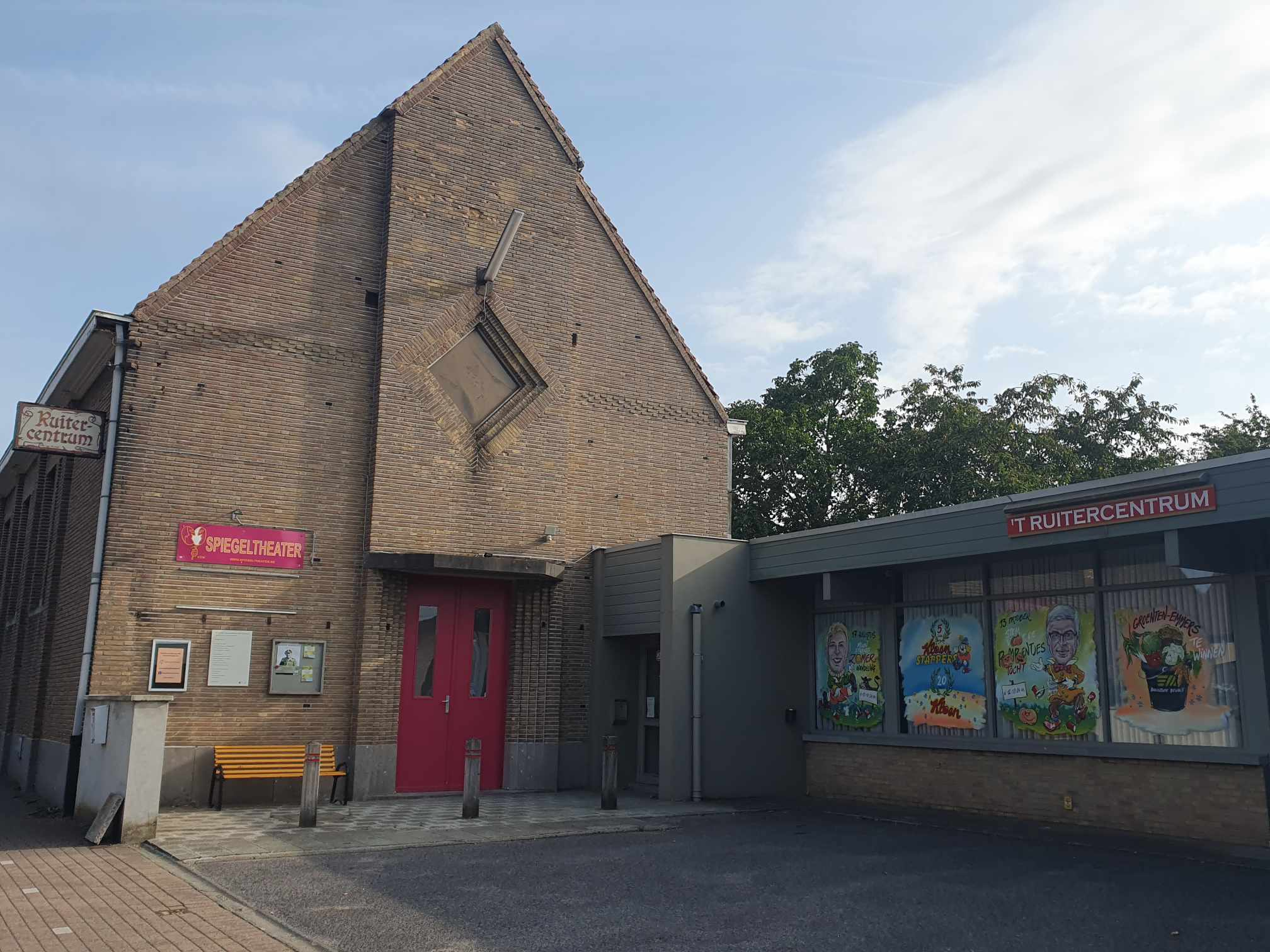
Ruiterkapel

De Ruiterkapel is een voormalige kapel, feitelijk een hulpkerk, in De Ruiter, een wijk van de West-Vlaamse stad Roeselare. De kapel is gelegen aan Piljoenstraat 2.
De kapel maakt deel uit van een complex waartoe ook een school (de Ruiterschool) en een woonhuis (voor de zusters) behoren, terwijl in 1979 een parochieel centrum werd aangebouwd.

## Geschiedenis
Op 12 december 1937 werd de kapel ingezegend en in 1972 werd hij nog grondig opgeknapt. Onderhoud en meubilair werd betaald met de opbrengsten van de jaarlijks georganiseerde wijkfeesten. Om de twee weken werd de Mis opgedragen in de kapel. In 2009 kwam daar echter een einde aan, vanwege het teruglopend kerkbezoek. Als Ruitercentrum vervulde het daarna de functie van buurthuis.

## Gebouw
Het betreft een gebouw onder zadeldak in gele bakstenen op een rechthoekige plattegrond. De ingang bevindt zich in de zuidgevel en wordt gekenmerkt door een ruitvormige versiering van metselwerk. Het interieur wordt overwelfd door een spitstongewelf.